# Мухувата
Мухува́та — село в Україні, у Самгородоцькій громаді Хмільницького району Вінницької області. Населення становить 64 особи.